# Alphonse Cabra
Alphonse Cabra, né le 31 juillet 1862 à Chièvres et mort le 30 mai 1932 à Anvers, est un officier et explorateur belge dans l'État indépendant du Congo. Il est connu pour ses travaux de traçage et de bornage de la frontière entre l'État indépendant du Congo et les colonies voisines. Il a participé aux combats de la Première Guerre mondiale à Namur et sur le front de l'Yser. Il a atteint le grade de lieutenant-général.

## Biographie

### Jeunesse et début de carrière militaire
Alphonse François Édouard Cabra, né le 31 juillet 1862 à Chièvres, est le fils d'Alphonse Cabra, employé des accises, et d'Athanasie Seghers. Le 25 avril 1901, il épouse Berthe Gheude de Contreras qui deviendra grâce à ces missions de topographie en 1906, la première femme blanche à traverser l'Afrique d'est en ouest. Il est l'oncle de l'as belge de l'aviation lors de la Première Guerre mondiale, Willy Coppens de Houthulst.
En 1878, il entre comme mineur volontaire de 2e classe au régiment du Génie. Promu sergent, et grâce à une bourse d'études, il devient, entre 1880 et 1882, élève à l'École royale militaire. Il en sort avec le grade de sous-lieutenant et est affecté au régiment des Carabiniers. Élevé au grade de lieutenant en 1887, il rentre à l’École de Guerre, sort premier de sa promotion en 1890 et breveté d'état-major.
Entre 1890 et 1894, il est adjoint d'état-major au 5e régiment de Ligne et, en 1894, devient capitaine-commandant ainsi que l'aide de camp du lieutenant-général Félix Marchal.

### Séjours en Afrique
En 1896, sa carrière prend un tournant imprévu. Il est désigné, par ses chefs, pour continuer une mission scientifique dans la province de Boma (Voir carte de 1888) dans l'État indépendant du Congo.
Il effectue en tout cinq missions dans l'État indépendant du Congo :
- juillet 1896 à avril 1897 : il s'occupe de la construction du chemin de fer Matadi-Tumba et de la région du Bas-Congo et assiste à l'inauguration du premier tronçon de voies le 22 juillet 1896. Jusqu'au 4 septembre 1897, il fait des observations géodésiques et magnétiques au Mayombe en vue de la construction du chemin de fer en direction de Stanleyville.
- juillet 1897 à octobre 1900 : le capitaine Cabra délimite de juillet 1897 à octobre 1899 la frontière entre l'État indépendant du Congo et l'enclave portugaise de Cabinda [1]. À la suite d'un différend avec le vice-gouverneur général Émile Wangermée, il démissionne et retourne à Boma. Du 17 au 30 avril 1900, il participe aux opérations de poursuite des mutins du fort de Shinkakasa puis retourne en Belgique, résidant à Bruxelles ;
- juillet 1901 à novembre 1902 : il est chargé comme commissaire du roi Léopold II de la délimitation du parallèle entre Noki sur le fleuve Congo et la rivière Kwango et borne la frontière entre l'État indépendant du Congo et l'Angola. Le commandant Cabra revient en Belgique à bord de l'Anversville en janvier 1902 et réchappe à son retour au Congo en mai 1902 au naufrage du vapeur Stanleyville.
- juin à octobre 1903 : il part de Belgique à bord de l'Anversville en mai 1903. Sa mission est de tracer et borner la frontière entre l'État indépendant du Congo et le Congo français. Lors de cette mission, il est accompagné par son épouse qui lui sert d'adjoint et de public relation avec les Français[Notes 1]  ;
- avril 1905 à décembre 1906 : inspection des postes militaires des provinces orientales de Ruzizi et du Kivu dans la région des Grands-Lacs convoitées par les Allemands. Cette mission fait sensation en Europe car son épouse devient la première femme à traverser l'Afrique d'est en ouest (de Mombasa à Boma). En octobre 1906, Berthe Cabra rentre en Belgique alors que son mari est appelé d'urgence à Uvira pour un problème de frontière entre l'État indépendant du Congo et l'Afrique orientale allemande. Malade, Alphonse Cabra doit, aussi, rentrer en Europe et arrive au port d'Anvers le 23 décembre 1906. C'est sa dernière mission en Afrique.

Chacune de ses missions lui a donné l'occasion d'effectuer des études scientifiques comme la collecte d'échantillons de minéraux, d'insectes, de plantes ou de tétrapodes naturalisés mais aussi de photographies et de relevés météorologiques. Cette collecte fait, maintenant, partie intégrante des collections du musée royal de l’Afrique centrale à Tervuren. Ses comptes rendus d'inspection du cadre militaire concernant aussi bien la discipline, les rapports des militaires avec la population civile ou la présence souhaitable des épouses européennes « ...les missions où se trouvent des femmes, où les choses prennent une tout autre tournure et ne sentent pas le provisoire... » sont d'une sensibilité très en avance sur l'époque. Ses notes ethnographiques et sociologiques parlent aussi de la place de l'enfant « ...serviteur de l'adulte... » ou de la femme « ...l'esclave et la bête de somme », « ... les dumbas ou femmes libres non mariées, dont le sort est, morale mise à part, plus enviable que celui de la femme mariée. ». Il était opposé au travail forcé des Noirs, au portage pour des salaires de misère et aux transferts de population. À ce titre, il s'est attiré l'inimitié de certains colons blancs.

### Suite de sa carrière en Belgique
Après sa guérison, il reprend du service dans l'armée en juillet 1907. Il est nommé dans différents états-majors. La mobilisation générale du 31 juillet 1914 pour la Première Guerre mondiale le trouve colonel de la 4e division d'armée et chef d'état-major du général Michel, commandant la Position fortifiée de Namur. Après la chute de celle-ci en août 1914, il se replie en France et rejoint la Position fortifiée d'Anvers. Sur l'Yser, il est promu en 1915 général-major commandant la 5e brigade puis de la 2e division d'armée. C'est à la tête de cette division qu'il participe en 1918 dans les Flandres à l'offensive libératrice de la Belgique. Sa division livre notamment de violents combats pour conquérir la « Flandern-stellung » ainsi qu'à Izeghem, Ingelmunster et Oostrozebeke.
En 1919, il est promu lieutenant-général, grade le plus élevé dans la hiérarchie militaire belge. Il est nommé gouverneur militaire de la Position fortifiée d'Anvers et commandant de la 2e circonscription militaire d'Anvers et s'installe avec sa famille à Berchem. Il est finalement désigné comme commandant du IIe corps d'armée jusqu'à sa retraite en 1924.
Il a fait partie de nombreuses associations ou société privées :
- membre du Conseil colonial en 1919 par vote du Sénat et le restera jusqu'à sa mort en 1932 ;
- membre d'honneur du Comité belge d'organisation des Jeux olympiques de 1920 à Anvers en 1920;
- membre de conseils d'administration de sociétés belges et coloniales ;
- président du conseil d'administration de Bell Telephone Company ;
- membre d'honneur de la Société philanthropique Mutualité congolaise (à partir de 1924) ;
- membre d'honneur de la Société royale belge de géographie.

Alphonse Cabra meurt le 30 mai 1932 à Anvers et est inhumé dans une des parcelles militaires du cimetière de Schoonselhof à Wilrijk (allée no 32, tombe no 16).

## Ouvrages et manuels
- Émile Libbrecht et Alphonse Cabra, Attaque et défense des places, Bruxelles, G. Deprez, 1895, 166 p. (OCLC 13910708) (KBR code II 66.618 A)
- Mission Cabra, 1897-1898-1899 : Délimitation des frontières, t. I et II, 1900, 248 p.  — Rapports manuscrits en deux tomes de 124 pages chacun.
- Manuel d'astronomie, de géodésie et de cartographie pratiques : À l'usage des officiers et des explorateurs de l'État indépendant du Congo et des colonies, Bruxelles, F. Vanbuggenhoudt, 1905, 186 p. (OCLC 16916181)

## Hommage et distinctions
La rue général Cabra (Generaal Cabrastraat) à Berchem.
Il a reçu de nombreuses distinctions belges et étrangères. Il a été fait :
- Grand officier de l'ordre de Léopold en 1922 (Belgique) ;
- Grand-croix de l'ordre de la Couronne en 1924 (Belgique) ;
- Croix militaire de 1ère classe en 1907 (Belgique) ;
- Croix de Guerre 14-18 en 1916 (Belgique) ;
- Étoile de Service en 1899 (État indépendant du Congo) ;
- Chevalier de l'ordre de l'Étoile africaine en 1904 (État indépendant du Congo) ;
- Grand-croix de l'ordre de l'Étoile noire en 1921 (France/Bénin) ;
- Grand cordon de l'ordre militaire du Mérite d'Espagne en 1922 ;
- Grand cordon de l'ordre de Saint-Sava en 1922 (Serbie) ;
- Modèle:Déco Grand Officier de l'ordre des Saints-Maurice-et-Lazare en 1922 (Italie) ;
- Grand officier de l'ordre de la Couronne d'Italie en 1922
- Grand officier de l'ordre Polonia Restituta en 1922 (Pologne) ;
- Commandeur de la Légion d'honneur en 1918 (France) ;
- Distinguished Service Medal en 1922 (États-Unis) ;